# Ernst Böhm
Ernst Böhm (* 6. März 1890 in Berlin; † 2. September 1963 ebenda) war ein deutscher Gebrauchsgrafiker und Maler. Er beeinflusste als Hochschullehrer das industrielle Kunstgewerbe der Weimarer Zeit und trat vor allem als Entwerfer von Bucheinbänden und Briefmarken sowie als Schriftgestalter hervor.

## Leben und Werk

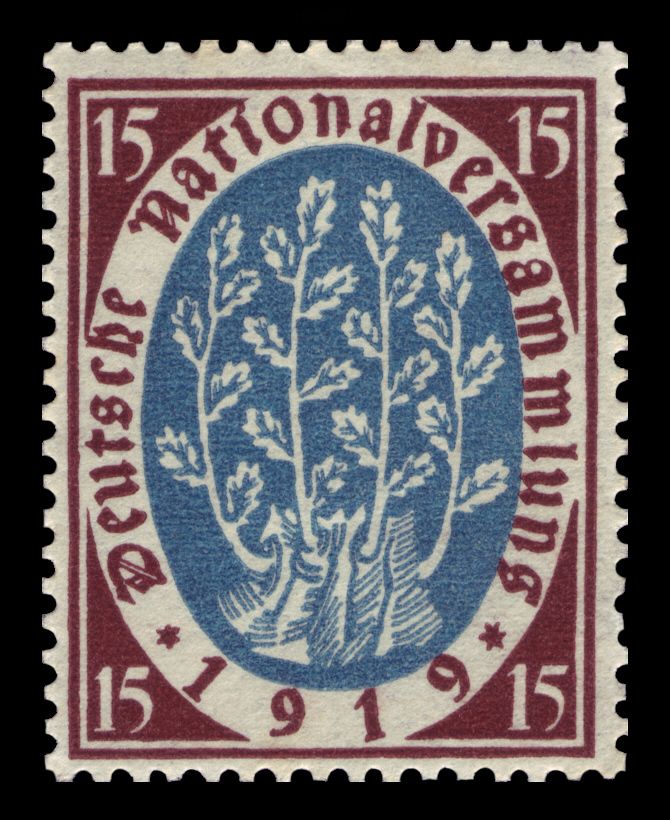
15 Pfennig-Sondermarke der Reichspost (1919) zur Nationalversammlung 1919, Entwurf: Ernst Böhm

Ernst Böhm war von 1913 bis 1921 Dozent und weiter bis 1937 Professor an den Vereinigten Staatsschulen für Freie und Angewandte Kunst in Berlin-Charlottenburg. Er unternahm Studienreisen nach Italien, Schweden und Palästina.
In der Zeit des Nationalsozialismus war Böhm obligatorisch Mitglied der Reichskammer der bildenden Künste. Für diese Zeit ist bis 1935 seine Teilnahme an sechs Gruppenausstellungen sicher belegt. 1936 gewann er einen Wettbewerb zur Gestaltung der Ehrenurkunde der Olympischen Spiele in Berlin. Da seine Ehefrau jüdischer Herkunft war, wurde er von den NS-Behörden aus dem Lehramt entlassen. Das Ende seiner Ausstellungs-Aktivitäten spricht dafür, dass er auch aus der Reichskammer ausgeschlossen wurde.
1943 verzeichnete ihn das Adressbuch als „Prof. Kunstmaler“ im Zikadenweg 37.
Nach dem Ende des NS-Staats wurde Böhm an die Hochschule für Bildende Kunst (heute Universität der Künste Berlin) berufen, und er war Professor und Dekan der Abteilung Angewandte Kunst.
Sein von Orientalismus, Art déco und Neuer Sachlichkeit beeinflusster Stil verband ihn tendenziell mit den Kollegen Edwin Scharff, Ludwig Gies und anderen Vertretern der zeitgenössischen Moderne. Sein vermutlich „auflagenstärkstes“ Werk ist der 15-Pfennig-Wert eines deutschen Briefmarkensatzes von 1919 zur Eröffnung der Nationalversammlung in Weimar.

## Auszeichnungen
- Berliner Kunstpreis (1953)